# M 28 (Ukraine)
Die M 28 ist eine 49 km lange Fernstraße von „internationaler Bedeutung“ im Südwesten der Ukraine.
Die Fernstraße war bis zum 1. Januar 2013 die Territorialstraße T–16–06. Sie verläuft durch den Süden des Rajon Lyman in der Oblast Odessa.

## Verlauf
Die M 28 beginnt westlich des Tylihul-Limans als Abzweigung der M 14/E 58 beim Dorf Sytschawka (Сичавка). Von Juschne verläuft sie in nordwestlicher Richtung um den Malyj Adschalyk-Liman (Малий Аджалицький лиман) herum nach Nowi Biljari.
Von hier aus führt sie als Küstenstraße am Ufer des Schwarzen Meeres entlang Richtung Westen über Tschornomorske, Nowa Dofiniwka, Fontanka, Lisky (Ліски) und Kryschaniwka (Крижанівка), bis sie an der Stadtgrenze von Odessa endet und in eine innerörtliche Straße sowie in die M 05 übergeht, die hier wieder auf die M 14 trifft.